# Conus pulcherrimus
Conus pulcherrimus é uma espécie de gastrópode do gênero Conus, pertencente à família Conidae.